# Haemodorum corymbosum
Haemodorum corymbosum là một loài thực vật có hoa trong họ Huyết bì thảo. Loài này được Vahl mô tả khoa học đầu tiên năm 1805.